# Ampilly-les-Bordes
Ampilly-les-Bordes település Franciaországban, Côte-d’Or megyében. Lakosainak száma 81 fő (2022. január 1.). Ampilly-les-Bordes Magny-Lambert, Quemigny-sur-Seine, Baigneux-les-Juifs és Jours-lès-Baigneux községekkel határos.

## Népesség
A település népességének változása:
| Lakosok száma | 126  | 117  | 100  | 62   | 80   | 83   | 84   | 82   | 83   | 81   |
|               | 1968 | 1982 | 1990 | 2006 | 2013 | 2015 | 2017 | 2019 | 2020 | 2022 |